# У випадку нещастя (фільм)
У випадку нещастя (фр. En cas de malheur, італ. La ragazza del peccato) — французько-італійський фільм-драма 1958 року, поставлений режисером Клодом Отан-Лара за однойменним романом Жоржа Сіменона, що вийшов у 1956 році.

## Сюжет
Кримінальна мелодрама про шалену пристрасть немолодого, одруженого адвоката (Жан Габен) до юної і чарівної повії (Бріжіт Бардо). Андре Ґобійо — відомий і шанований п'ятдесятилітній адвокат, закохується у свою молоду клієнтку Івет Моде, яка випадково травмувала дружину годинникаря під час пограбування ювелірної крамниці. Дівчина просить юриста захистити її в суді, а як оплату за послуги пропонує власне тіло. Адвокат закохується у свою молоду клієнтку Івет, і добивається для неї виправдувального вироку, оплативши фальшиві свідчення бармена, який забезпечив для неї алібі. Після процесу адвокат розпочинає любовні відносини з Івет, яка знаходиться у любовних стосунках з молодим студентом-медиком. Кар'єра адвоката опиняється під загрозою, оскільки його підозрюють у організації лжесвідчення. Крім того, у нього виникають складні стосунки з дружиною, коли він іде, щоб жити з Івет. Ґобійо підозрює, що куртизанка веде подвійну гру, але не має сил, щоб протистояти її чарам. У кінці 50-х фільм «У випадку нещастя» викликав хвилю обурення серед пуританського населення Франції через велику кількість відвертих сцен.

## Ролі виконують
- Бріжіт Бардо — Івет Моде
- Жан Габен — адвокат Андре Гобійо
- Едвіж Фейєр — Вів'ян Гобійо
- Франко Інтерленгі — Мазетті, коханець Івет